# Смирнов, Лев Васильевич
Лев Васильевич Смирнов (18 мая 1938 — 4 декабря 2019) — геолог, лауреат премии имени И. М. Губкина (2007).

## Биография
Родился 18 мая 1938 года в Омске в семье служащих, в 1939 году родители переехали в Новосибирск.
В 1954 году окончил семь классов средней школы и продолжил учёбу в Новосибирском геолого-разведочном техникуме, в 1958 году — техникум и получил назначение в трест «Минусиннефтегазразведка». Работал коллектором на Верхнеаскизской нефтеразведочной площади, техником-картографом, коллектором Нижнетунгусской геолого-разведочной партии. Позже переведен в распоряжение Северной комплексной нефтеразведочной экспедиции коллектором Сухотунгусской партии в с. Ермаково Красноярского края. После ликвидации экспедиции вернулся в Новосибирск.
С 1961 года работал в СНИИГГиМС, одновременно учился в Московском институте нефтехимической и газовой промышленности. Получив диплом горного инженера-геолога, работал в должностях инженера, геолога, старшего геолога.
В 1979 году защитил кандидатскую диссертацию и был избран на должность старшего, затем ведущего научного сотрудника.
В 1989 году стал заведующим отделом геологии горючих полезных ископаемых Западной Сибири (ныне отдел геологии и нефтегазоносности Западной Сибири).
В 1996 году избран членом-корреспондентом Международной академии минеральных ресурсов.
Умер 4 декабря 2019 года. Похоронен на Заельцовском кладбище.

## Научная и общественная деятельность
На протяжении многих десятков лет он занимался изучением фундамента Западно-Сибирской плиты, стратиграфией, литологией и тектоникой фанерозоя, перспективами нефтегазоносности палеозойских бассейнов седиментации, составлением геологических, тектонических и палеогеографических карт, закономерностями строения структурных зон и отображением их в геофизических полях в пределах Алтае-Саянской области и сопредельных складчатых сооружений; участвовал в изучении и комплексном обобщении геолого-геофизических материалов доюрского фундамента Западно-Сибирской плиты с целью научного прогноза перспектив его нефтегазоносности.
Большое значение имеют его работы, связанные с развитием представлений на тектоническую природу «промежуточного» комплекса в южных районах Западно-Сибирской плиты и разработкой методических приемов комплексной интерпретации геолого-геофизических данных с целью изучения бассейнов осадконакопления. Эти исследования оказали влияние на целенаправленное проектирование геолого-разведочных работ на нефть и газ. Особую значимость приобрели его работы по выявлению связей тектоники фундамента и платформенного чехла Западно-Сибирской плиты, геологическому строению и нефтегазоносности её доюрского фундамента. Он принял активное участие в составлении целой серии геологических, структурных и других специальных карт и схем, которые широко используются производственными и научными организациями в качестве основополагающих документов при решении различных проблем нефтяной геологии и планировании геолого-разведочных работ.
Одно из основных направлений его научных исследований — разработка методики комплексной интерпретации геолого-геофизической информации для изучения строения земной коры Западно-Сибирской плиты. Основные результаты его геологических разработок внедрены в практику геолого-разведочных работ; многие конкретные предложения по размещению параметрического бурения воплощены в жизнь; его рекомендации по поискам и разведке месторождений углеводородного сырья в нижнесреднеюрских отложениях Западно-Сибирской плиты нашли применение во многих производственных организациях.
Своими исследованиями Лев Васильевич доказал, что около 30 % начальных извлекаемых ресурсов условных углеводородов связано с нижнесреднеюрскими отложениями. Наиболее перспективной на нефть признана переходная область от континентальных к морским отложениям, расположенная в пределах Ханты-Мансийского, Ямало-Ненецкого автономных округов и Томской области. На перспективных площадях, выявленных им и его коллективом, производственные организации проводят поисковые и геолого-разведочные работы.
Он внес значительный вклад в создание атласа палеотектонических и палеогеологоландшафтных карт нефтегазоносных провинций Сибири.
Он был одним из основных специалистов, давших представление о салаирском тектоногенезе в Алтае-Саянской области, принимал участие в разработке первых представлений и на глубинное строение этой области. Он выявил значение горизонтальных движений в формировании современной структуры Алтае-Саянской области, участвовал в составлении карты тектоники докембрия в м-бе 1:115 000 000 и тектонической карты палеозоид Казахстана, геологической карты доюрского фундамента Томской области, в предложениях к плану развития геолого-разведочных работ на нефть и газ в Томской области.
Его исследования оказали существенное влияние на составление многих специализированных карт, в том числе, карты рельефа поверхности геосинклинальных комплексов фундамента Западно-Сибирской плиты и кристаллического фундамента Сибирской платформы с элементами тектонического районирования. Он участвовал в обосновании строения Арктико-Североатлантической рифтовой мегасистемы и в открытии крупных мегакомплексов, в выявлении характера глубинной структуры земной коры Западно-Сибирской плиты.
В 1990-е гг. им проведены исследования, определившие значимость тектонических событий в палеозое и их связи с фазовой дифференциацией углеводородов в готерив-сеноманском комплексе Западной Сибири; выявившие резервуары и давшие номенклатуру продуктивных пластов в нижнесреднеюрских отложениях; создавшие представление о глубинном строении земной коры по материалам Тюменской сверхглубокой скважины (СГ-6) и наметившие перспективы развития геолого-разведочных работ по поискам месторождений углеводородов в Надым-Тазовском междуречье.
Автор более 200 научных работ.

## Награды
- Премия имени И. М. Губкина (совместно с В. С. Сурковым, А. М. Казаковым, за 2007 год) — за монографию «Геологическое строение и нефтегазоносность нижней-средней юры Западно-Сибирской провинции»
- Почетное звание «Заслуженный геолог Российской Федерации»
- Почётное звание «Отличник разведки недр»